# Форест Сити (Арканзас)
Форест Сити (енгл. Forrest City) град је у америчкој савезној држави Арканзас.

## Демографија
По попису из 2010. године број становника је 15.371, што је 597 (4,0%) становника више него 2000. године.
| Група             | 2000.         | 2010.          |
| Белци             | 4.370 (29,6%) | 3.821 (24,9%)  |
| Афроамериканци    | 9.002 (60,9%) | 10.350 (67,3%) |
| Азијати           | 110 (0,7%)    | 101 (0,7%)     |
| Хиспаноамериканци | 1.221 (8,3%)  | 912 (5,9%)     |
| Укупно            | 14.774        | 15.371         |